# Hypobrycon
Hypobrycon är ett släkte av fiskar. Hypobrycon ingår i familjen Characidae.
Kladogram enligt Catalogue of Life:
| Hypobrycon | \| \| Hypobrycon leptorhynchus \| \| \| \| \| \| Hypobrycon maromba \| \| \| \| \| \| Hypobrycon poi \| \| \| \| |
|            | \| \| Hypobrycon leptorhynchus \| \| \| \| \| \| Hypobrycon maromba \| \| \| \| \| \| Hypobrycon poi \| \| \| \| |
|            | Hypobrycon leptorhynchus                                                                                         |
|            | |
|            | Hypobrycon maromba                                                                                               |
|            | |
|            | Hypobrycon poi                                                                                                   |
|            | |